# Csaba Somogyi
Csaba Somogyi (Dunaújváros, 7 aprile 1985) è un calciatore ungherese, portiere del Mezőörs.

## Carriera
Dopo aver cominciato la carriera in patria, nel 2011 si trasferisce in Inghilterra andando a giocare nel Fulham.